# Nuoto ai XIX Giochi asiatici - 100 metri farfalla femminili
La gara dei 100 metri farfalla femminili di nuoto ai XIX Giochi asiatici si è svolta il 27 settembre 2023, durante i XIX Giochi asiatici, presso l'Hangzhou Olympic Sports Expo Center.

## Podio
| Pos.    | Atleta      | Nazione  |
| ------- | ----------- | -------- |
| Oro     | Zhang Yufei | Cina     |
| Argento | Ai Soma     | Giappone |
| Bronzo  | Wang Yichun | Cina     |

## Record
Prima della manifestazione il record del mondo (RM), il record asiatico (AS) e il record dei giochi (RC) erano i seguenti.
|  | 55"48 | Sarah Sjöström | 7 agosto 2016 Rio de Janeiro |
|  | 55"62 | Zhang Yufei    | 29 settembre 2020 Qingdao    |
|  | 56"30 | Rikako Ikee    | 21 agosto 2018 Giacarta      |

Durante la competizione è stato migliorato il seguente record:
|  | 56"20 | Zhang Yufei |
|  | 55"86 | Zhang Yufei |

## Programma
| Data              | Ora (UTC+8) | Turno    |
| ----------------- | ----------- | -------- |
| 27 settembre 2024 | 10:00       | Batterie |
| 27 settembre 2024 | 19:30       | Finale   |

## Risultati

### Batterie
| Pos. | Batteria | Atleta                    | Nazionalità         | Tempo   | Note |
| ---- | -------- | ------------------------- | ------------------- | ------- | ---- |
| 1    | 4        | Zhang Yufei               | Cina                | 56"20   | Q    |
| 2    | 4        | Ai Soma                   | Giappone            | 57"92   | Q    |
| 3    | 3        | Wang Yichun               | Cina                | 58"09   | Q    |
| 4    | 3        | Kim Seo-yeong             | Corea del Sud       | 59"48   | Q    |
| 5    | 2        | Quah Jing Wen             | Singapore           | 59"75   | Q    |
| 6    | 4        | Natalie Kan               | Hong Kong           | 59"85   | Q    |
| 7    | 4        | Quah Ting Wen             | Singapore           | 1'00"00 | Q    |
| 8    | 2        | Rikako Ikee               | Giappone            | 1'00"34 | Q    |
| 9    | 3        | Sofia Spodarenko          | Kazakistan          | 1'00"39 |      |
| 10   | 4        | Napatsawan Jaritkla       | Thailandia          | 1'01"61 |      |
| 11   | 3        | Hsu An                    | Taipei cinese       | 1'01"73 |      |
| 12   | 3        | Chan Kin Lok              | Hong Kong           | 1'01"94 |      |
| 13   | 2        | Jasmine Alkhaldi          | Filippine           | 1'01"96 |      |
| 14   | 2        | Nina Venkatesh            | India               | 1'03"89 |      |
| 15   | 4        | Kornkarnjana Sapianchai\| | Thailandia          | 1'04"57 |      |
| 16   | 3        | Pham Thi van              | Vietnam             | 1'04"89 |      |
| 17   | 2        | Cheang Weng Chi           | Macao               | 1'06"05 |      |
| 18   | 4        | Kuan I Cheng              | Macao               | 1'06"89 |      |
| 19   | 2        | Ri Hyegyong               | Corea del Nord      | 1'07"72 |      |
| 20   | 4        | Nomuunaa Ganbaatar        | Mongolia            | 1'09"56 |      |
| 21   | 3        | Mira Alshehhi             | Emirati Arabi Uniti | 1'11"62 |      |
| 22   | 1        | Erkhes Gansuld            | Mongolia            | 1'13"17 |      |
| 23   | 1        | Meral Ayn Latheef         | Maldive             | 1'13"99 |      |
| 24   | 3        | Hanan Hussain Haleem      | Maldive             | 1'16"18 |      |
| 25   | 1        | Ameena Ameer Qadri        | Pakistan            | 1'17"99 |      |

### Finale
| Pos. | Atleta           | Nazionalità   | Tempo | Note |
| ---- | ---------------- | ------------- | ----- | ---- |
|      | Zhang Yufei      | Cina          | 55"86 |      |
|      | Ai Soma          | Giappone      | 57"57 |      |
|      | Wang Yichun      | Cina          | 57"83 |      |
| 4    | Kim Seo-young    | Corea del Sud | 58"18 |      |
| 5    | Rikako Ikee      | Giappone      | 58"98 |      |
| 6    | Natalie Kan      | Hong Kong     | 59"55 |      |
| 7    | Quah Jing Wen    | Singapore     | 59"60 |      |
| 8    | Sofia Spodarenko | Kazakistan    | 59"73 |      |